# Skäfttjärnen, Norrbotten
Skäfttjärnen är en sjö i Piteå kommun i Norrbotten och ingår i Åbyälvens huvudavrinningsområde.